# Dettenhausen
Dettenhausen is een plaats in de Duitse deelstaat Baden-Württemberg, gelegen in het Landkreis Tübingen. Dettenhausen telt 5.416 inwoners.
Ammerbuch ·
Bodelshausen ·
Dettenhausen ·
Dußlingen ·
Gomaringen ·
Hirrlingen ·
Kirchentellinsfurt ·
Kusterdingen ·
Mössingen ·
Nehren ·
Neustetten ·
Ofterdingen ·
Rottenburg am Neckar ·
Starzach ·
Tübingen